# Molophilus (Molophilus) poliocephalus
Molophilus (Molophilus) poliocephalus is een tweevleugelige uit de familie steltmuggen (Limoniidae). De soort komt voor in het Australaziatisch gebied.